# Alina Szostak-Grabowska
Alina Szostak-Grabowska (ur. 12 lipca 1937 w Krakowie, zm. 8 października 2015 tamże) – polska koszykarka, reprezentantka kraju, multimedalistka mistrzostw Polski.

## Kariera sportowa
Karierę sportową rozpoczęła w MKS MDK Kraków, następnie występowała w Budowlanych Kraków. Z Wawelem Kraków zdobyła mistrzostwo Polski w 1959, wicemistrzostwo Polski w 1958, 1960, 1961 i 1962, brązowy medal mistrzostw Polski w 1955, 1957 i 1963, z Wisłą Kraków siedmiokrotnie mistrzostwo Polski (1964, 1965, 1966, 1968, 1969, 1970, 1971) i wicemistrzostwo Polski w 1967.
W reprezentacji Polski seniorek wystąpiła w 136 spotkaniach, w tym na mistrzostwach świata w 1959 (5 m.) oraz mistrzostwach Europy w 1958 (5 m.), 1960 (4 m.), 1962 (6 m.), 1964 (5 m.) i 1966 (8 m.).
Zakończyła karierę w 1971.

## Osiągnięcia
Drużynowe
- Mistrzyni Polski (1959, 1964–1966, 1968–1971)
- Wicemistrzyni Polski (1958, 1960–1962, 1967)
- Brązowa medalistka mistrzostw Polski (1955, 1957, 1963)
- Zdobywczyni pucharu Polski (1967)
- Finalistka pucharu Polski (1969)
- Uczestniczka rozgrywek Pucharu Europy Mistrzyń Krajowych (1959/1960 – TOP 8, 1964/1965 – 3. miejsce, 1965/1966 – 3. miejsce, 1966/1967 – 4. miejsce, 1968/1969 – TOP 6, 1969/1970 – wicemistrzostwo, 1970/1971 – 4. miejsce)

Indywidualne
- Najlepsza zawodniczka polskiej ligi (1970)

Reprezentacja
- Uczestniczka mistrzostw:
  - świata (1959 – 5. miejsce)
  - Europy (1958 – 5. miejsce, 1960 – 4. miejsce, 1962 – 6. miejsce, 1964 – 5. miejsce, 1966 – 8. miejsce)